# 디오메데스

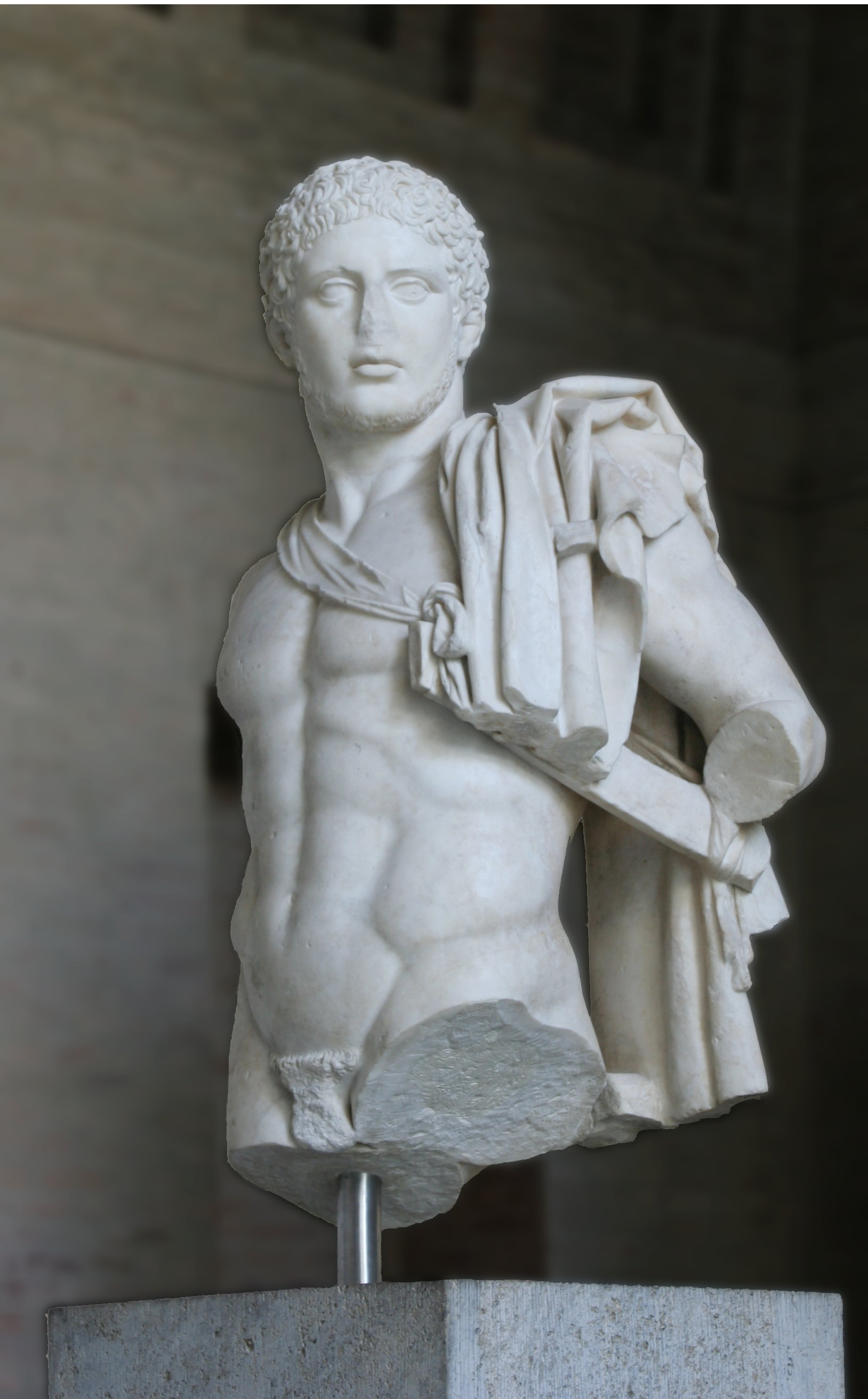
디오메데스.

디오메데스(고대 그리스어: Διομήδης)는 그리스 신화에 나오는 영웅으로 아르고스의 왕이다. 호메로스가 쓴 《일리아스》에서 오디세우스와 함께 등장하는 것으로 유명하다.
호메로스의 《일리아스》(제5권. 410-415행)에 따르면 티데우스와 데이필레의 아들로서 고모 아이기알레이를 아내로 삼았다고 한다. 디오메네스는 물론 호메로스의 영웅 서열에서 아킬레우스와 아이아스 다음 가는 장수이지만, 일리아스의 제 5권은 그의 무공을 내용으로 하고 있다고 보아도 틀린 말이 아니다. 특히 아프로디테와 아레스에게 상처를 입히고서도 벌을 받지 않은 유일한 속세 사람으로 자주 거론된다.
하지만 디오메데스가 죽자 그의 자손들은 아레스의 벌을 받았으며, 아르고스는 그 이후 적군의 끊임없는 침략을 받아 쇠퇴한다. 그리고 제 6권에서는 글라우코스와 금과 동의 무기를 교환함으로써 후세에 유명한 속담의 장본인이 된다.
《일리아스》 밖에서 전해지는 디오메데스에 관한 일화가 적지 않은 것으로 미루어 보아 그는 아르고스와 이탈리아 지방에서 숭배된 전설 속의 영웅이었던 것으로 여겨진다.